# Gammelstrup Kirke
Gammelstrup Kirke ligger i Gammelstrup Sogn i Viborg Domprovsti. Kirken er en såkaldt kullet kirke, dvs. uden kirketårn.

## Galleri
- Gammelstrup Kirke fra syd
- Gammelstrup Kirke fra vest
- Gammelstrup Kirke fra øst

## Eksterne kilder og henvisninger
- Wikimedia Commons har flere filer relateret til Gammelstrup Kirke
- Gammelstrup Kirke hos KortTilKirken.dk